# Movimiento pánico

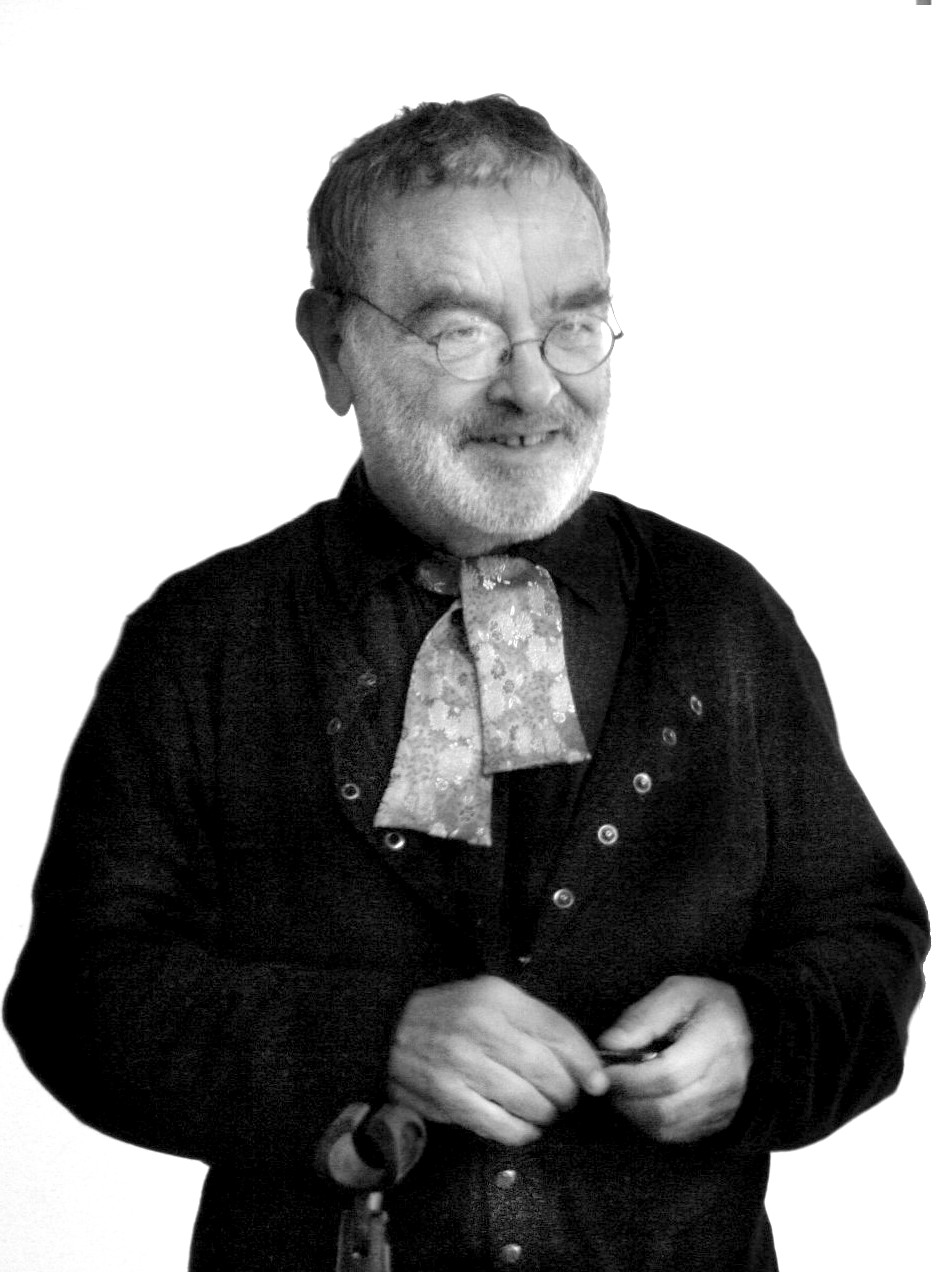
Fernando Arrabal

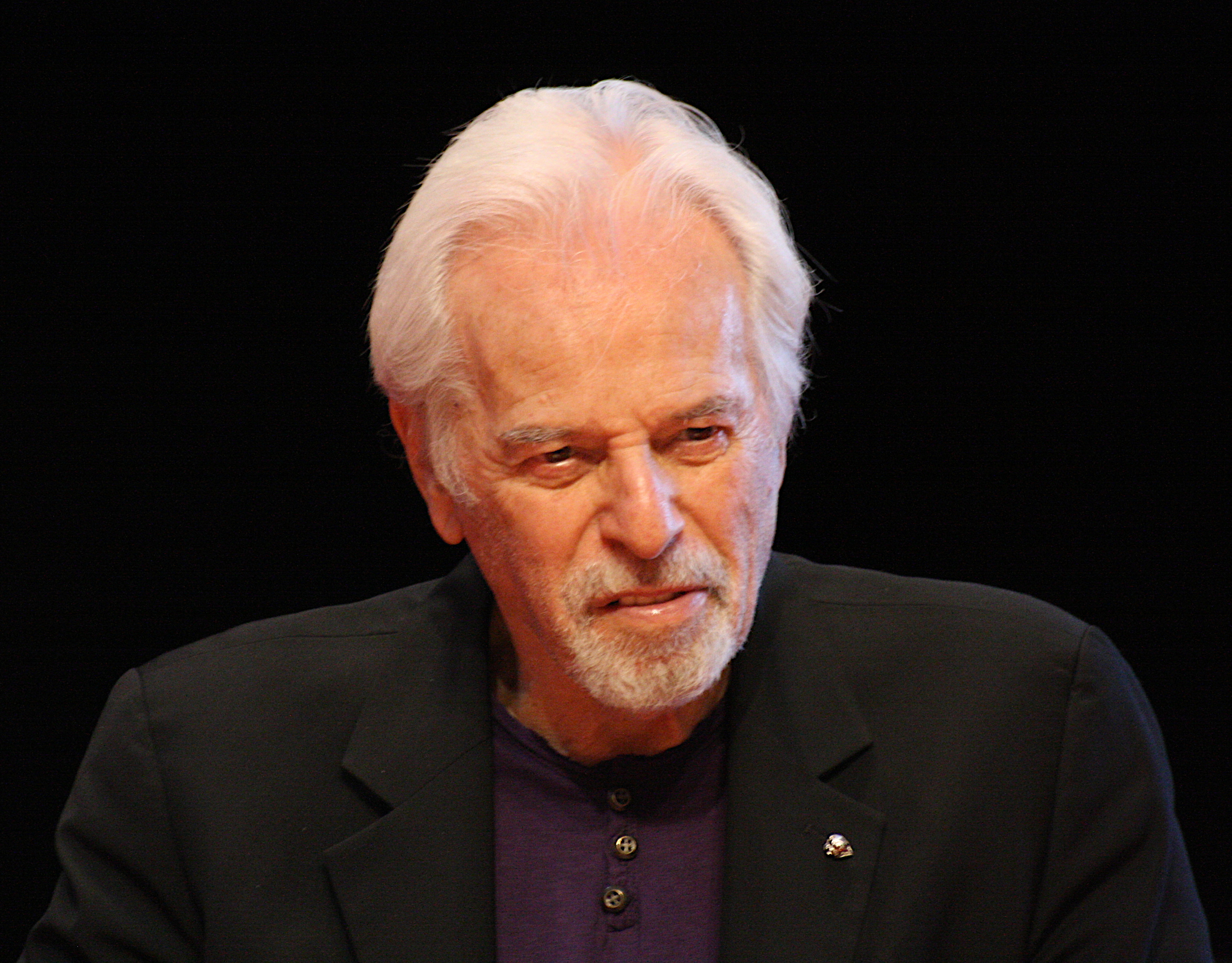
Alejandro Jodorowsky

El pánico (también conocido como grupo Pánico) es un movimiento fundado por el dramaturgo y cineasta Fernando Arrabal, el escritor, filósofo, psicomago y director de cine francés de origen chileno Alejandro Jodorowsky y el pintor y actor francés, Roland Topor en México y París, en 1962.
Las primeras experiencias pre-pánicas parten de las obras del primer teatro de Arrabal, cuya cronología el catedrático Torres Monreal establece entre 1953 y 1961, así como de la dirección de Teatro de Vanguardia en Ciudad de México en torno a 1958/1959. Los efímeros pánicos, llamados efímeros del taller, claros precedentes del happening, fueron planteados por Jodorowsky, junto a amigos poetas como Enrique Lihn y Nicanor Parra en Santiago de Chile, en 1948/1949.
Arrabal y Topor se conocen en París en 1960 y ese mismo año Jodorowsky llama a Arrabal en París (el chileno había dirigido obras del español en México) y viaja para conocerlo. Arrabal y Jodorowsky comienzan a frecuentar a André Breton en el café La Promenade de Venus, juntándose con los últimos miembros del surrealismo. Pero este movimiento ya estaba en decadencia y las divergencias generacionales eran palpables por lo que realizan las primeras reuniones pánicas por su cuenta, con Topor, en el Café de la Paix, de París. En el verano de 1967 se rueda en la ciudad de México la primera película pánica, Fando y Lis (1968), adaptación libre de Jodorowsky de la obra teatral de Arrabal. En mayo de 1973, Jodorowsky estrenó su película La montaña sagrada en el Festival de Cannes y Fernando Arrabal dos años antes, en mayo de 1971 Viva la muerte (1970).
El nombre del movimiento se inspira en el del dios Pan, el cual se manifiesta a través de tres elementos básicos: terror, humor y simultaneidad.  El movimiento debía tener un nombre propio: pánico. Algunos estudiosos aseguran que los inventores del término, definieron las relaciones del movimiento con la ciencia, la filosofía, el ajedrez, la confusión y el azar.
Equivalente a pluralidad-ubicuidad, el movimiento pánico es una intensa búsqueda por trascender la sociedad aristotélica y dejar un legado que impulse a la humanidad a una nueva perspectiva.

El pánico es la crítica de la razón pura, es la pandilla sin leyes y sin mando, es la explosión de 'pan' (todo), es el respeto irrespetuoso al dios Pan, es el himno al talento loco, es el antimovimiento, es el rechazo a la 'seriedad', es el canto a la falta de ambigüedad... Es el arte de vivir (que tiene en cuenta la confusión y el azar), es el principio de indeterminación con la memoria de por medio... Y todo lo contrario

explica Fernando Arrabal, Premio Nacional de Teatro 2001 y vencedor del Concurso de superdotados en 1941, a sus nueve años.
En 1963, Arrabal dio una conferencia en Australia donde mostró, por vez primera,  las claves del movimiento pánico, definiéndolo como 

una manera de expresión  presidida por la confusión, la memoria, la inteligencia, el humor y el terror.

Es un manifiesto opuesto al del Surrealismo por su preocupación por la ciencia, el ajedrez y las reglas del azar.
El Movimiento Pánico es una expresión artística que pretende anunciar la locura controlada como supervivencia ante una sociedad en crisis de valores (la sociedad posmoderna). Sus autores sugieren un universo barroco, preciso, de un mundo delirante y matemático; una mezcla de contrarios: de amor y odio, tragedia y comedia, mal gusto y refinamiento estético, el sacrilegio y lo sagrado, lo individual y lo colectivo; el ritual ceremonial: en actos trascendentales de la vida; la visión onírica, y a veces cruel y satírica de la vida, la sinrazón del mundo; la repetición de las cosas, a veces se concibe el tiempo de manera circular. El objeto -escribe Arrabal- no es el de descubrir qué es la confusión, sino tan solo lo que se puede decir sobre ella.

## Teatro post-pánico
El grupo hizo performances teatrales caóticos y surrealistas diseñadas para ser impactantes y encauzar las fuerzas destructivas hacia la paz y la belleza. La coda del teatro pánico de Alejandro Jodorowsky se cierra por ahora con Ópera Pánica, la obra que concibió en familia alentado por sus hijos y que estrenó en Italia en 1993. En palabras del autor:

Mis hijos Brontis, Cristóbal y Adán son todos actores, de modo que montamos una pieza escrita hace años: Ópera Pánica. La llevamos a Italia donde causó furor, la gente ríe del comienzo al final. El éxito se debe a la calidad de la obra, de la actuación y porque somos una familia. Una familia actuando unida pocas veces se ha visto en la vida.

Posteriormente Fernando Arrabal ha escrito varias obras pánicas destacando principalmente Carta de amor, La Duquesa de los quechuas y Espérame en el cielo. Representadas por actrices notorias; desde Orna Porat y María Jesús Valdés en España hasta Fraçoise Fabian en París.   Arrabal y Lis publicaron en París el libro Le panique, que aglutina diversos textos, de 1963 a 1973, de Jodorowsky, Arrabal, Topor, otros autores más jóvenes que se incorporaron después y textos de autores clásicos como Baltasar Gracián o E.M. Cioran.
En mayo de 2006 Fernando Arrabal publicó (primero en París y en francés)  su libro “El pánico. Manifiesto para el tercer milenio”. En España: Libros del Innombrable, Zaragoza. Un año antes había editado su Diccionario pánico, casi exhaustivo con sus 532 páginas. En español también fue publicado por ‘Libros del Innombrable’.
En verano de 2010, Fernando Arrabal rueda en Barcelona, como actor, Ushima-Next, la primera película del movimiento post-pánico, que crea y dirige Joan Frank Charansonnet y Jesús Manuel Montané. Estos jóvenes actores y directores reciben de esta manera el testigo y apadrinamiento de Fernando Arrabal para crear un nuevo lenguaje artístico acorde a los nuevos tiempos.
Sobre las siete películas dirigidas por Arrabal, las tres primeras de ellas pánicas, P. Bruckberger ha dicho en Le Monde de París: Arrabal es mejor que Fellini, que Ingmar Bergman... es al cine lo que Rimbaud a la poesía.
En la actualidad el movimiento pánico está extinto, pero ha surgido una variante en tiktok la cual es denominada "panicmex". El Panicmex son imágenes, videos o audios con temática Panica además de involucrar referencias a la cultura pop o problemas en la sociedad mexicana

## Influencias
El teatro de la crueldad de Antonin Artaud, el surrealismo, las vanguardias artísticas, la filosofía de Wittgenstein, la patafísica, el ajedrez de Marcel Duchamp y el cine de Man Ray. Toda la línea irracional y científica de expresión artística, en resumen.